# Sergio Romano (attore)
Sergio Romano (Brescia, 11 aprile 1965) è un attore italiano.

## Biografia
Ha lavorato con Gabriel Garko nelle serie TV L'onore e il rispetto 2, dove ha interpretato il ruolo del commissario Carlo Maffei. Nel 2002 ha ricevuto il Premio Hystrio all'Interpretazione. Nel 2010 è stato nel cast di Caldo criminale. Dal 2014 è stato nel cast della serie televisiva Squadra antimafia - Palermo oggi nel ruolo di Giovanni Spagnardi. Nel 2019 è stato nel cast della serie televisiva Che Dio ci aiuti, nei panni dell'oncologo Pietro Santoro.

## Filmografia parziale

### Cinema
- Auguri professore, regia di Riccardo Milani (1997)
- Un amore perfetto, regia di Valerio Andrei (2001)
- Da zero a dieci, regia di Luciano Ligabue (2002)
- Il vento, di sera, regia di Andrea Adriatico (2004)
- La terza stella, regia di Alberto Ferrari (2005)
- Il testimone invisibile, regia di Stefano Mordini (2018)
- Il campione, regia di Leonardo D'Agostini (2019)
- La scuola cattolica, regia di Stefano Mordini (2021)
- Delta, regia di Michele Vannucci (2022)
- Con la grazia di un Dio, regia di Alessandro Roia (2023)
- Il nibbio, regia di Alessandro Tonda (2025)

### Televisione
- Francesco – miniserie TV (2002)
- Io ti assolvo – serie TV (2008)
- L'onore e il rispetto – serie TV (2009)
- R.I.S. Roma - Delitti imperfetti – serie TV, 7 episodi (2010)
- Caldo criminale – serie TV (2010)
- Dov'è mia figlia? – serie TV (2011)
- Rex - serie TV, episodio 6x02 (2013)
- Squadra antimafia 6 - serie TV, 6 episodi (2014) - Ruolo: Giovanni Spagnardi
- Squadra antimafia 7 - serie TV, 7 episodi (2015) - Ruolo: Giovanni Spagnardi
- Il candidato - Zucca presidente – serie TV, 1 episodio (2015)
- Don Matteo – serie TV, 1 episodio (2016)
- Un passo dal cielo – serie TV, 1 episodio (2017)
- Non uccidere – serie TV, episodio 2x22 (2018)
- Che Dio ci aiuti – serie TV, quinta stagione (2019)
- Romulus – serie TV, 11 episodi (2020-2022)
- La fuggitiva, regia di Carlo Carlei - serie TV (2021)
- Petra, regia di Maria Sole Tognazzi - serie TV, episodio 2x02 (2022)